# Ryszard Nuszkiewicz
Ryszard Nuszkiewicz ps. „Lach”, „Powolny” (ur. 1 stycznia 1919 w Grzegorzewie, zm. 31 grudnia 1983 w Krakowie) – polski wojskowy, uczestnik wojny obronnej 1939 roku oraz kampanii francuskiej, cichociemny. Jako oficer Armii Krajowej był między innymi inspektorem dywersji Okręgu Kraków i zastępcą dowódcy Samodzielnego Batalionu Partyzanckiego „Skała”. Po wojnie represjonowany przez Urząd Bezpieczeństwa, w późniejszym okresie pracownik krakowskiego Mostostalu. Kawaler Orderu Virtuti Militari.

## Życiorys
Ryszard Nuszkiewicz urodził się 1 stycznia 1919 (według innych źródeł 8 grudnia 1918) roku w wielkopolskim Grzegorzewie. We wrześniu 1939 roku walczył w składzie 6 pułku strzelców podhalańskich, w stopniu podporucznika. Internowany na Węgrzech, uciekł i przedostał się do Francji. W kampanii francuskiej uczestniczył jako oficer 3 pułku Grenadierów Śląskich. Po upadku Francji przeszedł granicę hiszpańską, został aresztowany, a po udanej ucieczce powrócił do Francji. Osadzony w obozie jenieckim, znów uciekł. Dotarł do Gibraltaru, a stamtąd do Wielkiej Brytanii.
Po odbyciu przeszkolenia dla cichociemnych, 29 listopada 1942 roku został zaprzysiężony jako oficer Armii Krajowej, a 21 lutego 1943 roku zrzucony w rejonie Jędrzejowa. Został przydzielony do Kedywu Okręgu Kraków AK. Dowodził wyszkolonym przez siebie plutonem około 30 harcerzy z Szarych Szeregów i drużyną dziewczęcą. Przeprowadzał z podwładnymi liczne akcje sabotażowe i dywersyjne, rozbrojenia, zamachy, likwidacje konfidentów. Uczestniczył w przygotowaniach do zamachu na Wilhelma Koppego, był jednym z głównych organizatorów i wykonawców nieudanego zamachu na pociąg wiozący Hansa Franka pod Grodkowicami w nocy z 29 na 30 stycznia 1944 roku.
Po sformowaniu przez oddziały partyzanckie podległe krakowskiemu Kedywowi Samodzielnego Batalionu Partyzanckiego „Skała” został w nim dowódcą 2 kompanii. Przeszedł szlak bojowy batalionu, dowodząc udanie w bitwie pod Złotym Potokiem 11 września 1944 roku. Od listopada ponownie pełnił funkcję inspektora dywersji. Po wkroczeniu wojsk sowieckich i rozbrojeniu przez nie części oddziałów partyzanckich a rozpuszczeniu do domu pozostałych, także powrócił do domu. Po wojnie był inwigilowany i aresztowany przez funkcjonariuszy UB, więziony na Montelupich.
Ukończył studia ekonomiczno-prawne w Szkole Nauk Politycznych Uniwersytetu Jagiellońskiego. Pracował w Krakowskim Przedsiębiorstwie Konstrukcji Stalowych i Urządzeń Przemysłowych „Mostostal”. Działał w ZBoWiD, był członkiem Komisji Historycznej Polskiej Akademii Nauk. Publikował między innymi w „Studiach Historycznych”. W 1983 roku wydano jego książkę wspomnieniową Uparci.
Zmarł w Krakowie 31 grudnia 1983 roku. Został pochowany na Cmentarzu wojskowym przy ul. Prandoty w Krakowie 

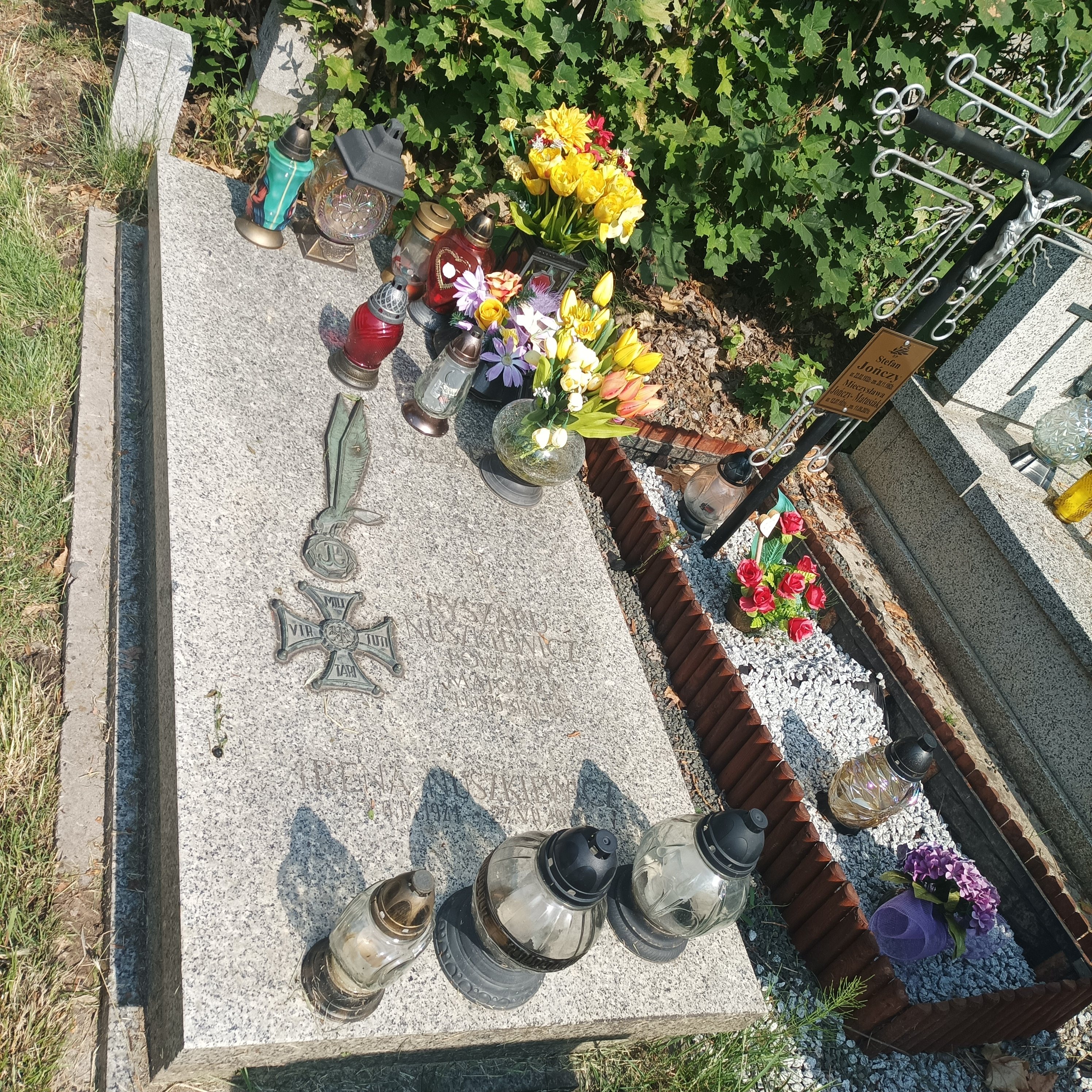
Grób Ryszarda Nuszkiewicza na cmentarzu wojskowym przy ul. Prandoty w Krakowie

(kw. LXXIX-1-1).

## Ordery i odznaczenia[2][3]
- Krzyż Srebrny Orderu Virtuti Militari,
- Krzyż Walecznych - wielokrotnie
- Srebrny Krzyż Zasługi z Mieczami,
- Krzyż Partyzancki
- Krzyż Armii Krajowej
- Medal Lotniczy
- Medal 10-lecia Polski Ludowej
- Croix de Guerre ze srebrną gwiazdą – za kampanię francuską